# 滅諍
滅諍（めつじょう、巴: adhikaraṇa-samathā, アディカラナ・サマター、梵: adhikaraṇa-śamathā, アディカラナ・シャマター）とは、仏教の出家者（比丘・比丘尼）に課される戒律（具足戒）の内、僧伽（僧団）内の諍いの調停方法に関する取り決めの総称。比丘（男性出家者）にも、比丘尼（女性出家者）にも、共に7条が課される。

## 七滅諍
1. 現前毘尼（げんぜんびに、巴: sammukhā-vinaya, サンムカー・ヴィナヤ） - 全員参加という裁判の原則規定。
2. 憶念毘尼（おくねんびに、巴: sati-vinaya, サティ・ヴィナヤ） - 潔白による無罪規定。
3. 不癡毘尼（ふちびに、巴: amūlha-vinaya, アムーラ・ヴィナヤ） - 心神耗弱・心神喪失による無罪規定。
4. 自言治（じごんち、巴: paṭiññā, アティンニャー） - 自白規定。
5. 多人語（たにんご、巴: yebhuy-yasikā, イェーブッヤシカー） - 多数決規定。
6. 覓罪相（みゃくざいしょう、巴: tassapāpiy-yasikā, タッサパーピッヤシカー） - 拘置規定。
7. 如草覆地（にょそうふくじ、巴: tiṇavatthāraka, ティナヴァッターラカ） - 和解規定。